# ザポリージャ州

ザポリージャ州
Запорізька область

2022年ロシアのウクライナ侵攻におけるロシアによるザポリージャ州占領∶
占領されていないウクライナの領土
占領から解放されたウクライナの領土
ロシアの占領地域

ザポリージャ州（ザポリージャしゅう、ウクライナ語: Запорізька область ザポリーズィカ・オーブラスチ）は、ウクライナの州の一つ。ロシア語名ではザポロージエ州 (ロシア語: Запорожская область) となり、有名なザポロージエ・コサックもあるため、日本ではこちらの名称も馴染まれている。ザポロジエ州、ザポリッジャ州との表記も見られる。州都はザポリージャ。2022年9月30日にロシアが併合を宣言した。

## 地理
| 母語話者（ザポリージャ州） 2001 | 母語話者（ザポリージャ州） 2001 | 母語話者（ザポリージャ州） 2001 | 母語話者（ザポリージャ州） 2001 | 母語話者（ザポリージャ州） 2001 |
| ------------------------------- | ------------------------------- | ------------------------------- | ------------------------------- | ------------------------------- |
|                                 |                                 |                                 |                                 |                                 |
| ウクライナ語                    | ウクライナ語                    |                                 | 50.2%                           | 50.2%                           |
| ロシア語                        | ロシア語                        |                                 | 48.2%                           | 48.2%                           |

ウクライナの南東部に位置する。主要都市は州都ザポリージャのほか、ベルジャーンシク、メリトポリなど。州内のエネルホダルにはザポリージャ原子力発電所がある。

## 歴史
1939年1月10日、ウクライナ・ソビエト社会主義共和国の州となる。
第二次世界大戦後、第100収容地区（グラーグ）がザポリージャに、第217収容地区がドニヤークに設置され、シベリア抑留を受けた日本人捕虜が遠路移送されてきて、さらに強制労働に従事した。約1,200人の日本人捕虜が、ドイツ人抑留者と共に戦争中破壊された水力発電所の過酷な復旧工事に従事したが、父親が日露戦争で日本の捕虜になり丁寧に扱われたというウクライナ人現場監督から「いつかは帰れるから健康に気を付けて元気を出すように」いわれたともいう。
2015年現在では、ソビエト連邦の崩壊後に再独立したウクライナの主要工業都市として、国内有数の経済規模を持つ大都市圏を形成する。
2022年9月30日、ロシアが併合を宣言（2022年ロシアのウクライナ侵攻）。
2023年9月8日、ロシアによる併合宣言後、初めてとなるロシア統一地方選挙。ロシア軍の占領地域でも投票が行われた。

## 人口
2001年ウクライナ国勢調査によるデータ。
- 総人口：1,929,200人[7]
- 都市人口：1,458,200人（76%）；農村人口：471,000人（24%）[8]
- 性別人口：男性は886,600人（46%）；女性は1,042,600人（54%）[9]

| \| 民族構成[10] \| 民族構成[10] \| 民族構成[10] \| 民族構成[10] \| 民族構成[10] \| \| ------------ \| ------------ \| ------------ \| ------------------- \| ------------------- \| \| \| \| \| \| \| \| ウクライナ人 \| ウクライナ人 \| \| 1,364,100人 (70.8%) \| 1,364,100人 (70.8%) \| \| ロシア人 \| ロシア人 \| \| 476,800人 (24.7%) \| 476,800人 (24.7%) \| \| ブルガリア人 \| ブルガリア人 \| \| 27,700人 (1.4%) \| 27,700人 (1.4%) \| \| ベラルーシ人 \| ベラルーシ人 \| \| 12,600人 (0.7%) \| 12,600人 (0.7%) \| \| アルメニア人 \| アルメニア人 \| \| 6,400人 (0.3%) \| 6,400人 (0.3%) \| \| タタール人 \| タタール人 \| \| 5,100人 (0.3%) \| 5,100人 (0.3%) \| \| ユダヤ人 \| ユダヤ人 \| \| 4,300人 (0.2%) \| 4,300人 (0.2%) \| \| グルジア人 \| グルジア人 \| \| 3,800人 (0.2%) \| 3,800人 (0.2%) \| |              |  |                     |                     |
| 民族構成 |              |  |                     |                     |
| |              |  |                     |                     |
| ウクライナ人 | ウクライナ人 |  | 1,364,100人 (70.8%) | 1,364,100人 (70.8%) |
| ロシア人 | ロシア人     |  | 476,800人 (24.7%)   | 476,800人 (24.7%)   |
| ブルガリア人 | ブルガリア人 |  | 27,700人 (1.4%)     | 27,700人 (1.4%)     |
| ベラルーシ人 | ベラルーシ人 |  | 12,600人 (0.7%)     | 12,600人 (0.7%)     |
| アルメニア人 | アルメニア人 |  | 6,400人 (0.3%)      | 6,400人 (0.3%)      |
| タタール人 | タタール人   |  | 5,100人 (0.3%)      | 5,100人 (0.3%)      |
| ユダヤ人 | ユダヤ人     |  | 4,300人 (0.2%)      | 4,300人 (0.2%)      |
| グルジア人 | グルジア人   |  | 3,800人 (0.2%)      | 3,800人 (0.2%)      |